# El Gòlem
|  | Per a altres significats, vegeu «Golem (desambiguació)». |

El Gòlem (Der Golem en alemany) és una novel·la de l'austríac Gustav Meyrink, publicada el 1915. Basada en el mite jueu del Gòlem, un ésser creat artificialment per un ocultista. N'hi ha una traducció catalana de Ramon Monton i Lara. Editorial Més Llibres, 2018.

## Argument
El Gòlem recull una antiga llegenda relacionada amb el gran rabí Loew de Praga (1512-1609) i amb imatges vigoroses evoca els misteris del gueto de Praga. El Gòlem és una figura d'argila animada per obra de la càbala, per defensar els jueus, però que s'escapa fàcilment del control i provoca catàstrofes.
El que podria ser només una extravagància gratuïta, sense més interès que el d'un relat ben explicat, adquireix significat simbòlic: el Gòlem personifica els autòmats humans, que creen la societat moderna. Igual que el Gòlem, l'home modern realitza la part a ell assignada contra la seva pròpia voluntat i amb un rigor atroç. A aquest pessimisme fonamental, la novel·la afegeix un continu misteri, una atmosfera d'errors tràgics en què juguen enigmàtics cabalistes, una metafísica expedita però dramàtica ("la boca de cada home es converteix en la boca de Déu si creieu que sigui la boca de Déu ").
Aquesta habilitat per crear una visió turbulenta i grandiosa té la seva millor realització a El Gòlem. Meyrink es va inspirar en les descripcions de la gran ciutat de Charles Dickens, a qui havia traduït, per recrear l'atmosfera urbana de Praga.
Ha estat objecte de múltiples estudis que excedeixen la literatura: filosofia, religió, ocultisme, alquímia, màgia o càbala.
El mateix any de la seva publicació va ser adaptada al cinema per l'expressionista Paul Wegener. Entre 1915 i 1920 es van vendre més de 150.000 exemplars, encapçalant Meyrink la llista d'autors més venuts, contribuint a l'èxit de la novel·la l'edició de butxaca destinada als soldats del front durant la Primera guerra mundial. El 1933, però, els nazis la van prohibir.
Com la majoria de les novel·les de Meyrink, l'obra està vinculada a la tradició d'E.T.A. Hoffmann i dels contes fantàstics, complaent el gust alemany per les "històries estranyes", que també s'aprecia en la pel·lícula, una mica posterior, El gabinet del Doctor Caligari.